# Boyko

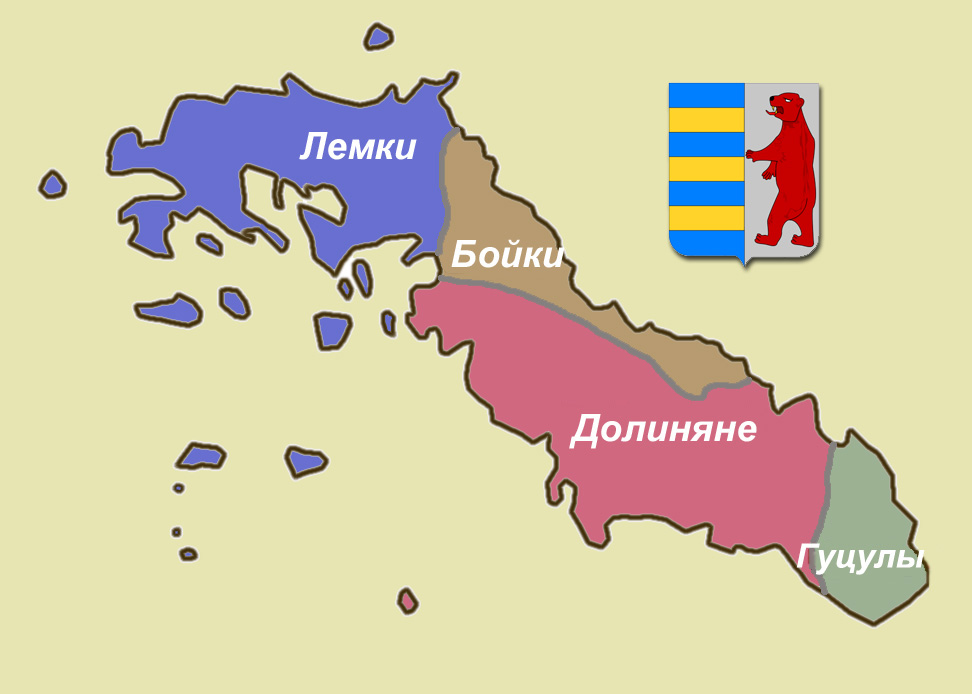
Mapa étnico dos ucranianos dos Cárpatos (ou russinos, segundo outras versões): lemkos (azul), boykos (castanho), dolinianos (cor-de-rosa) e hutsuls (verde claro), na fronteira entre Ucrânia, Romênia, Hungria, Eslováquia e Polónia.

Boyko é um grupo distinto de ucranianos montanheses dos Cárpatos. Os boykos habitam a metade ocidental dos Cárpatos na Ucrânia, nas áreas adjacentes do sudeste da Polônia e nordeste da Eslováquia.
A maior parte dos boykos pertencem à Igreja Greco-Católica Ucraniana, com uma minoria pertencendo à Igreja Ortodoxa Ucraniana. A arquitetura distintiva de igrejas de madeira da região dos boykos é uma igreja com três cúpulas arranjadas em linha, com a cúpula central levemente maior que as outras.